# Sainte-Honorine-du-Fay
 Sainte-Honorine-du-Fay  es una población y comuna francesa, situada en la región de Baja Normandía, departamento de Calvados, en el distrito de Caen y cantón de Évrecy.

## Demografía
| 427 | 495 | 644 | 927 | 1065 | 1085 |
| Para los censos de 1962 a 1999 la población legal corresponde a la población sin duplicidades (Fuente: INSEE [Consultar]) |     |     |     |      |      |